# Crocidura tanakae
Crocidura tanakae és una espècie de mamífer eulipotifle de la família de les musaranyes (Soricidae) endèmica de Taiwan.